# 遠藤美月
遠藤 美月（えんどう みづき、1971年11月9日 - ）は、日本の元女子プロレスラー。山梨県北巨摩郡出身。かつてはLLPW-X所属で現在はフリーランス。

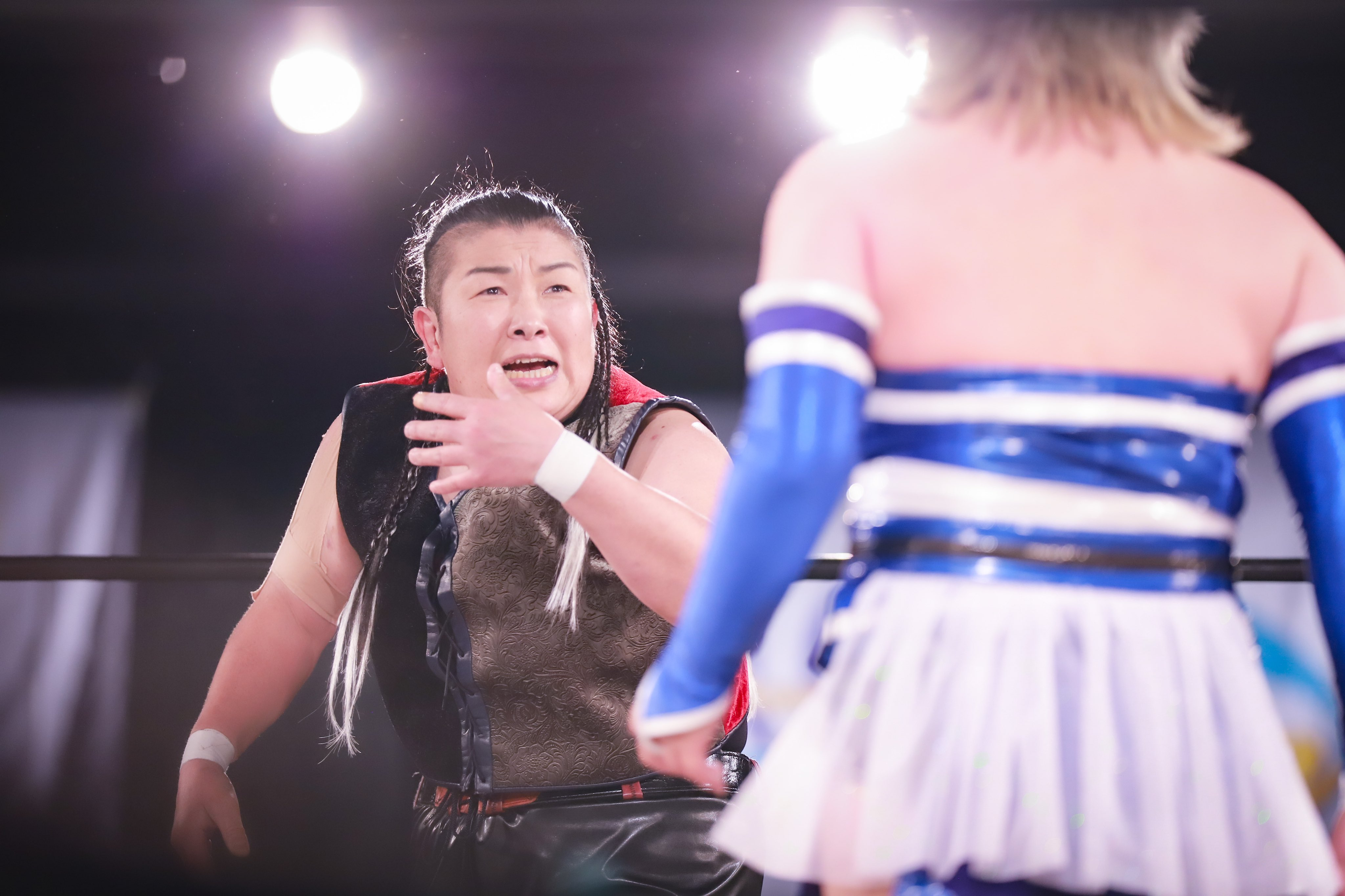
2023.04.02 WAVE新宿FACE大会 遠藤美月選手

## 所属
- ジャパン女子プロレス（1991年 - 1992年）
- LLPW→LLPW-X（1992年 - 2022年）
- フリーランス（2022年 - 2023年）

## 来歴・戦歴
1991年
- 8月4日、ジャパン女子プロレス後楽園ホールでの対二上美紀子戦でプロレスデビュー。エビ固めで敗れる。

1992年
- LLPW入団。

2006年
- 8月6日、東京・後楽園ホール「L-FIGHT 2006SUMMER 4th・LEGEND」において、大向美智子と対戦。シャイニング・ウィザードで敗れる。

2007年
- 神取忍前社長の退任に伴い、社長に就任。

2009年
- 選手活動に専念することを希望し、社長を辞任。

2022年
- 8月をもってLLPW-Xを退団。フリーとして活動。

2023年
- 3月2日、プロレスリングWAVEの記者会見にて引退を発表[1]。引退ロードとして4月22日、山梨での自主興行「感謝」を開催した。9月10日の後楽園ホール大会にて引退興行。先輩でデビュー戦の相手であるGAMIが代表を務めるZABUNが主催する。
- 9月、引退興行を開催。一夜限定復帰の大向美智子と組み、LLPW-X時代に育てたSAKI、瑞希によるブリバトと対戦した。最後は瑞希からフォール負けとなるも、SAKIからの嘆願でエキシビジョンのシングルマッチを行い５分時間切れとなった。最後はセレモニーにて、ジャパン女子・LLPWのOGや関係者約30名以上、ライオネス飛鳥等が登場し花束が贈られた。沖野小百合とともテンカウントからのコールで引退した。

## 得意技
- 腕ひしぎ逆十字固め
- スノーブロー
- BMクラッシュ

## 入場テーマ曲
- 銀河のアトミック （ブロンディ）

## タイトル歴
- LLPW認定6人タッグ王座
- 全日本ジュニア王座

## 関連人物
- アイガー - 彼女と同一人物と言われている正体不明のレスラー